# Бутираты
Бутира́ты (от лат. Butyrates )— класс химических соединений, соли и эфиры масляной кислоты. 

## Получение
Соединения, которые образуются при реакции масляной кислоты с основаниями или алкоголями, называются бутиратами.
{\displaystyle {\ce {C4H8O2 + NaOH -> C4H7O2Na + H2O}}}

## Физические свойства
Бутираты обычно представляют собой бесцветные твердые вещества или жидкости, в зависимости от структуры молекулы и температуры. Они имеют характерный запах и являются растворимыми в воде и других полярных растворителях. Эфиры бутирата часто имеют приятный запах, поэтому используется в производстве ароматизаторов и духов. 

## Химические свойства
Бутираты являются соединениями, которые включают в себя как соли, так и эфиры масляной кислоты. Их химические свойства во многом определяются свойствами масляной кислоты и замещающих групп, которые участвуют в их образовании. Сами бутираты, как правило, хорошо растворимы в воде и других полярных растворителях из-за наличия полярной карбоксильной группы (-COOH) в масляной кислоте. Однако их растворимость может изменяться в зависимости от природы замещающей группы.

## Применение
Эфиры масляной кислоты повсеместно используются как душистые вещества с фруктовым и цветочным запахом, например в парфюмерной, пищевой промышленности.

### Биологическая роль
При попадании бутирата кальция или натрия в кишечник масляная кислота высвобождается и попадает во внутриклеточное пространство кишечных клеток — энтероцитов, затем происходит процесс её окисления и генерирование кетона, CO2 и АТФ.

## Примеры соединений
- Бутират меди(II)
- Бутират свинца(II)